# Martenshoek vasútállomás
Martenshoek vasútállomás vasútállomás Hollandiában, Hoogezand-Sappemeer községben, Martenshoek településen.

## Vasútvonalak
Az állomást az alábbi vasútvonalak érintik:
- Harlingen–NieuweSchans-vasútvonal

## Kapcsolódó állomások
A vasútállomáshoz az alábbi állomások vannak a legközelebb:
- Kropswolde vasútállomás
- Hoogezand-Sappemeer vasútállomás